# Juillac (Gironda)
Juillac è un comune francese di 267 abitanti situato nel dipartimento della Gironda nella regione della Nuova Aquitania.

## Società

### Evoluzione demografica
Abitanti censiti